# Kuldscha albescens
Kuldscha albescens là một loài bướm đêm trong họ Geometridae.